# Kusacu (Šiga)
Kusacu (japonsky:草津市 Kusacu-ši) je japonské město v prefektuře Šiga na ostrově Honšú. Žije zde téměř 140 tisíc obyvatel. Nachází se zde botanická zahrada se specializací na lotusy.

## Partnerská města
- Karlovy Vary, Česko
- Pontiac, Michigan, Spojené státy americké
- Okres Sü-chuj, Čína